# Östra Karup
Östra Karup est une localité suédoise dans la commune de Båstad en Scanie.
Sa population était de 787 habitants en 2019. 